# Platform (organisatie)
Een platform is een organisatie waarin men samenwerking en overleg tussen verschillende groeperingen tot stand brengt, of waar bemiddeld wordt bij handel.
Voorbeelden van platformen (of 'platforms'):
- platform om samen nieuw beleid te formuleren of invloed uit te oefenen op het gedrag van een bepaald bestuur - een voorbeeld hiervan is het  Innovatieplatform, dit wil de innovatiekracht van Nederland versterken
- platform om kennis op bepaalde gebieden te bundelen -  bijvoorbeeld het Platform Lichthinder, dit is voor het behoud van nachtelijke duisternis en strijdt derhalve tegen lichthinder.
- discussieplatform (bijvoorbeeld een internetforum)
- inspraakplatform
- online handelsplatform/marktplaats (effectenbeurs, cryptovalutabeurs, goederenbeurs, assurantiebeurs, Marktplaats, eBay, Coinbase)

Meer voorbeelden van specifieke platformen:
- Het Platform Bètatechniek streeft een goede beschikbaarheid van bètatechnici na.
- Het Landelijk Platform van de Pinksterbeweging, een overlegorgaan van kerken met een pinkster- of evangelische signatuur
- Het Platform de Witte Spelling, een contactgroep van oorspronkelijk tien partijen die het nieuwe Groene Boekje niet wilde en overgingen op de witte spelling.
- De Rijksdienst voor het Cultureel Erfgoed organiseert sinds ongeveer 2015 diverse platforms om met burgers en vakgenoten in gesprek te gaan over erfgoed, zoals het 'Platform Militair Erfgoed'.
- Archeologen hebben zich verenigd op het platform A4F om te discussiëren en kennis te verzamelen over de rol van archeologen in het klimaatdebat.